# هانس رودلف مانويل ديوتش
هانس رودلف مانويل ديوتش هو رسام سويسري، ولد في 1525، وتوفي في 1571.